# ミニアニメ
『ミニアニメ』は、NHK教育テレビ→NHK Eテレで放送されている5分間の子供向けテレビアニメ放送枠。
2012年度までは1つのアニメの話を全て放送するまで変わらなかったが、2013年度より曜日別となり、特にスペシャル版では「Eテレ ミニアニメのなかまたち」として名称している（ロゴはうちのウッチョパス仕様）。
2022年4月からプチプチアニメとペアになる

## 放送時間
（）内は再放送の時間。
| 期間    | 期間    | 放送時間 (JST)                  | 放送時間 (JST)                  | 放送時間 (JST)                  | 放送時間 (JST)                  | 放送時間 (JST)                   | 放送時間 (JST)                  | 放送時間 (JST)                     |
| 期間    | 期間    | 月曜日・火曜日                  | 水曜日                          | 木曜日                          | 金曜日                          | 金曜日                           | 土曜日                          | 日曜日                             |
| ------- | ------- | ------------------------------- | ------------------------------- | ------------------------------- | ------------------------------- | -------------------------------- | ------------------------------- | ---------------------------------- |
| 2005.04 | 2006.03 | 07:45 - 07:50 （17:20 - 17:25） | 07:45 - 07:50 （17:20 - 17:25） | 07:45 - 07:50 （17:20 - 17:25） | 07:45 - 07:50 （17:20 - 17:25） | 07:45 - 07:50 （17:20 - 17:25）  | 《放送なし》                    | 《放送なし》                       |
| 2006.04 | 2007.03 | 07:25 - 07:30 （17:00 - 17:05） | 07:25 - 07:30 （17:00 - 17:05） | 07:25 - 07:30 （17:00 - 17:05） | 07:25 - 07:30 （17:00 - 17:05） | 07:25 - 07:30 （17:00 - 17:05）  | 《放送なし》                    | 《放送なし》                       |
| 2007.04 | 2008.03 | 《放送なし》                    | 《放送なし》                    | 07:15 - 07:25                   | 07:15 - 07:25                   | 07:15 - 07:25                    | 《放送なし》                    | 《放送なし》                       |
| 2008.04 | 2009.03 | 07:40 - 07:45 （17:10 - 17:15） | 07:40 - 07:45 （17:10 - 17:15） | 07:40 - 07:45 （17:10 - 17:15） | 07:40 - 07:45 （17:10 - 17:15） | 07:40 - 07:45 （17:10 - 17:15）  | 07:25 - 07:30 （17:30 - 17:35） | 17:30 - 17:35                      |
| 2009.04 | 2010.03 | 07:40 - 07:45                   | 07:40 - 07:45                   | 07:40 - 07:45                   | 07:40 - 07:45                   | 07:40 - 07:45                    | 07:25 - 07:30 （17:30 - 17:35） | 17:30 - 17:35                      |
| 2010.04 | 2011.03 | 07:35 - 07:40                   | 07:35 - 07:40                   | 07:35 - 07:40                   | 07:35 - 07:40                   | 07:35 - 07:40                    | 17:30 - 17:35                   | 17:30 - 17:35                      |
| 2011.04 | 2011.09 | 07:40 - 07:45                   | 07:40 - 07:45                   | 07:40 - 07:45                   | 07:40 - 07:45                   | 07:40 - 07:45                    | 《放送なし》                    | 17:30 - 17:35                      |
| 2011.10 | 2012.03 | 07:40 - 07:45                   | 07:40 - 07:45                   | 07:40 - 07:45                   | 07:40 - 07:45                   | 07:40 - 07:45                    | 《放送なし》                    | 17:25 - 17:30 《最終週は放送休止》 |
| 2012.04 | 2013.03 | 07:40 - 07:45                   | 07:40 - 07:45                   | 07:40 - 07:45                   | 07:40 - 07:45                   | 07:40 - 07:45                    | 《放送なし》                    | 17:25 - 17:30 《最終週は放送休止》 |
| 2013.04 | 2014.03 | 08:55 - 09:00                   | 08:55 - 09:00                   | 08:55 - 09:00                   | 08:55 - 09:00                   | 08:55 - 09:00                    | 《放送なし》                    | 17:25 - 17:30 《最終週は放送休止》 |
| 2014.04 | 2015.03 | 17:25 - 17:30                   | 17:25 - 17:30                   | 17:25 - 17:30                   | 17:25 - 17:30                   | 17:25 - 17:30                    | 《放送なし》                    | 17:25 - 17:30 《最終週は放送休止》 |
| 2015.04 | 2017.03 | 06:40 - 06:45 （17:20 - 17:25） | 06:40 - 06:45 （17:20 - 17:25） | 06:40 - 06:45 （17:20 - 17:25） | 06:40 - 06:45 （17:20 - 17:25） | 06:40 - 06:45 （17:20 - 17:25）  | 《放送なし》                    | 17:25 - 17:30 《最終週は放送休止》 |
| 2017.04 | 2020.09 | 17:20 - 17:25                   | 17:20 - 17:25                   | 17:20 - 17:25                   | 17:20 - 17:25                   | 17:20 - 17:25                    | 《放送なし》                    | 17:25 - 17:30 《最終週は放送休止》 |
| 2020.10 | 2021.10 | 17:20 - 17:25                   | 17:20 - 17:25                   | 17:20 - 17:25                   | 17:20 - 17:25                   | 19:20 - 19:25 《上期は放送休止》 | 《放送なし》                    | 17:25 - 17:30 《最終週は放送休止》 |
| 2021.10 | 2022.03 | 17:20 - 17:25                   | 17:20 - 17:25                   | 17:20 - 17:25                   | 17:20 - 17:25                   | 19:17 - 19:25                    | 《放送なし》                    | 17:25 - 17:30 《最終週は放送休止》 |
| 2022.04 | 2024.11 | 08:45 - 08:50                   | 《放送なし》                    | 《放送なし》                    | 《放送なし》                    | 《放送なし》                     | 18:20 - 18:25                   | 《放送なし》                       |
| 2024.11 |         | 08:45 - 08:50                   | 《放送なし》                    | 《放送なし》                    | 《放送なし》                    | 《放送なし》                     | 18:20 - 18:25                   | 07:00 - 07:15                      |

## 現在放送中の番組
※年月日は、初回放送日
- 月曜日枠：チキップダンサーズ（2021年10月5日 - 、現在は第3期）
- 火曜日枠：かいじゅうステップ ワンダバダ（2019年9月27日 - 2022年4月1日、2022年10月3日 - 、現在は第2期）
- 土曜日枠：チキップダンサーズ（2021年10月5日 - 、現在は第2期）
- 日曜日枠：チキップダンサーズ（2021年10月5日 - 、現在は第1期）

## 現在放送休止の番組
- ぼくチロ!（2009年10月26日 - 2009年12月30日、2010年06月07日 - 8月13日、2011年01月17日 - 3月25日、8月22日 - 10月07日）
- マノン（2010年1月4日 - 2010年3月26日、2011年7月11日 - 2011年8月19日、2011年10月10日 - 11月4日、2011年12月05日 - 2011年12月30日、2012年3月19日 - 3月30日、2013年度 - 2014年度第一期）
- リタとナントカ（2010年11月1日 - 2011年1月14日、2011年6月6日 - 7月8日）
- ふしぎのヤッポ島 プキプキとポイ（2012年1月9日 - 3月16日、）
- ピムとポムのちっちゃな冒険（2014年9月24日 - 2015年9月30日 ）
- サラとダックン（2015年3月30日 - 2015年9月28日 、2016年4月5日 - 9月20日）
- めいたんていラスカル（2014年6月30日 - 2014年9月19日）
- うさぎのモフィ（2013年4月1日 - 2015年3月23日、2015年10月5日 - 2019年9月16日）
- にゃんぼー!（2016年9月27日 - 2017年10月3日、2018年10月5日 - 2019年9月20日）
- ふうせんいぬ ティニー（2014年9月26日 - 2017年3月31日、2017年6月30日 - 2018年9月28日、2019年9月26日 - 2020年3月26日）
- うちのウッチョパス（2018年1月9日 - 2021年3月16日）
- がんばれ!ルルロロ（2013年4月4日 - 2016年3月31日、2017年9月28日 - 2019年9月19日、2021年3月30日 - 2021年9月28日）
- おちゃめなシモン（2019年9月23日 - 2022年3月28日）
- インセクトランド（2022年4月4日 - 8月29日）
- うっかりペネロペ（2006年11月20日 - 2006年12月31日、2007年7月5日 - 8月16日、2008年11月3日 - 12月30日、2009年6月29日 - 10月23日、2010年03月29日 - 6月04日、8月16日 - 10月29日、2011年04月04日 - 2011年04月29日、2011年11月07日 - 12月02日、2016年4月6日 - 2022年3月30日、2022年9月5日 - 9月26日）

## 過去に放送されていた番組
- だいすき!マウス（2005年4月4日 - 5月13日、7月25日 - 8月26日、2006年7月17日 - 9月15日）
- ポペティ（2005年5月16日 - 6月17日、2006年6月5日 - 7月14日）
- トムトム☆ブー（2005年6月20日 - 7月22日、11月21日 - 12月30日、2006年9月18日 - 10月27日、2007年8月17日 - 8月31日）
- リトルペンギン（2005年8月29日 - 11月18日、10月30日 - 11月17日）
- カペリート（2006年2月6日 - 3月31日）
- やさいのようせい N.Y.SALAD（2007年4月5日 - 6月29日、2008年3月31日 - 2008年6月27日、2009年1月5日 - 2009年3月27日、2008年4月5日 - 2011年03月26日）
- ミッフィーのせかいりょこう（2007年9月6日 - 9月28日）
- スイスイ!フィジー!（2007年10月4日 - 2008年3月28日）
- なぜ? どうして? がおがおぶーっ!（2008年6月30日 - 8月29日、2009年3月30日 - 6月26日、2011年05月02日 - 6月03日）
- なぞなぞケロロン（2008年9月1日 - 10月31日）
- ミッフィーとおともだち（2003年 - 2013年、2013年4月7日 - 2016年4月3日）
- ミッフィーのぼうけん（2016年4月10日 - 2022年4月3日）